# عربة تروليتراك

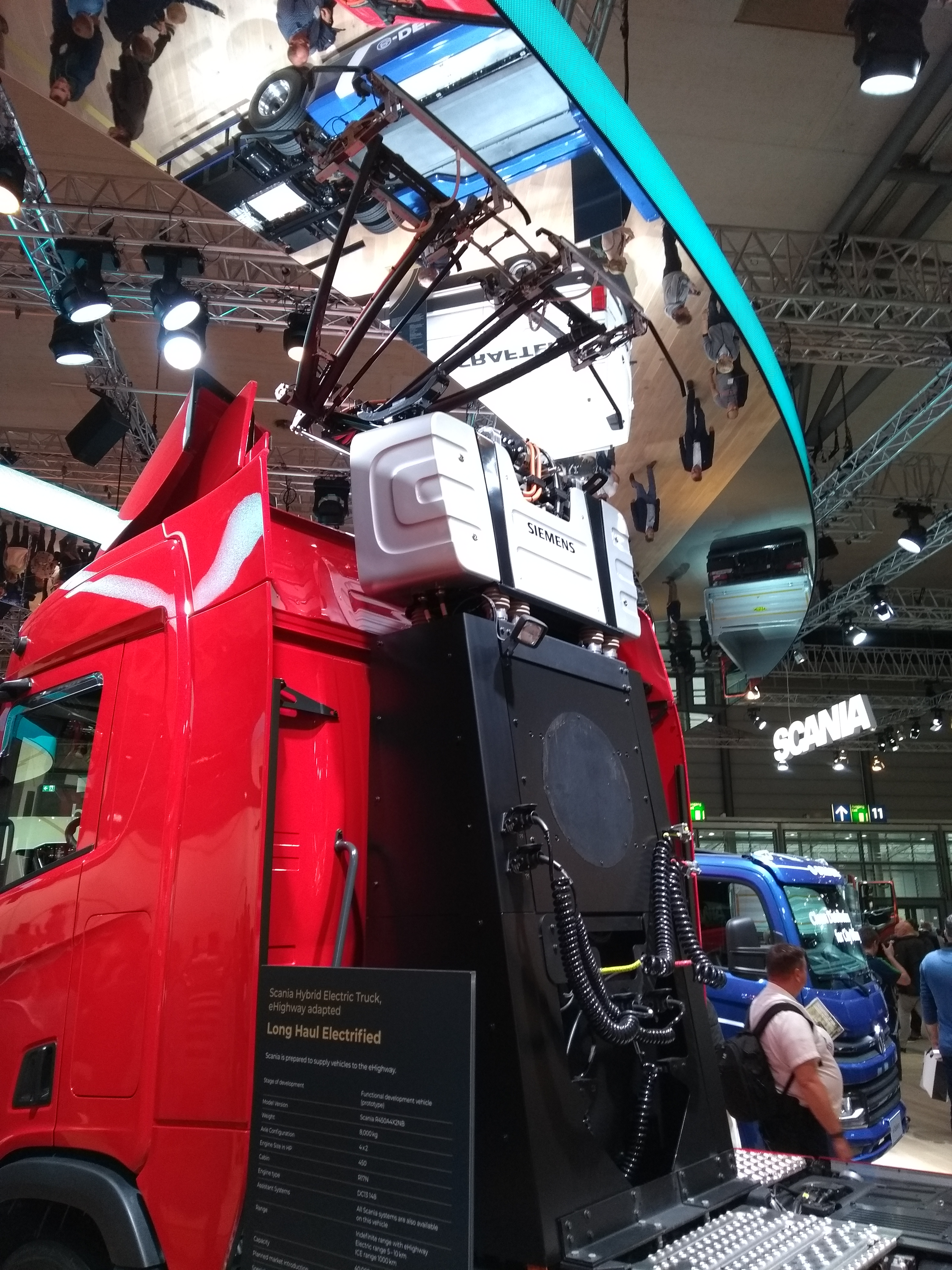
عربة سكانيا من السلسلة R معروضة في معرض للسيارات في ألمانيا.

عربة الترولي trolleytruck (المعروفة أيضًا باسم عربة الشحن أو شاحنة الترولي  ) هي مركبة تشبه عربة الترولي باص تستخدم لنقل البضائع من دون الركاب، وهي عادة نوع من الشاحنات الكهربائية التي يتم تشغيلها بواسطة أسلاك علوية، والتي تستمد منها الكهرباء باستخدام عمودين للعربة.
يلزم وجود مجمعين للتيار من أجل إمداد التيار وإرجاعه، لأن تيار العودة لا يمكن أن يمر إلى الأرض (كما هو الحال في عربات الترام على القضبان ) نظرًا لأن شاحنات الترولي تستخدم إطارات عازلة. تميل الشاحنات ذات الطاقة المنخفضة، مثل تلك التي يمكن رؤيتها في شوارع المدينة، إلى استخدام أعمدة الترولي لجمع التيار. قد تتجاوز الشاحنات ذات الطاقة العالية، مثل تلك المستخدمة في مشاريع البناء أو التعدين الكبيرة، قدرة الطاقة لأعمدة الترولي ويجب عليها استخدام البانتوغراف بدلاً من ذلك.
تم استخدام عربات الترولي في أماكن مختلفة حول العالم، ولا تزال قيد الاستخدام في مدن في روسيا وأوكرانيا، وكذلك في المناجم في أمريكا الشمالية وأفريقيا.
ونظرًا لأنها تستمد الطاقة من التيار الكهربائي، يمكن لعربات الترولي أن تستخدم مصادر الطاقة المتجددة ، وتجري حاليًا اختبارات لأنظمة شاحنات الترولي الحديثة في السويد وألمانيا على طول الطرق السريعة باستخدام الطاقة هجينة بحيث تعمل باستخدام الديزل والكهرباء معا لتقليل الانبعاثات.

## معرص الصور

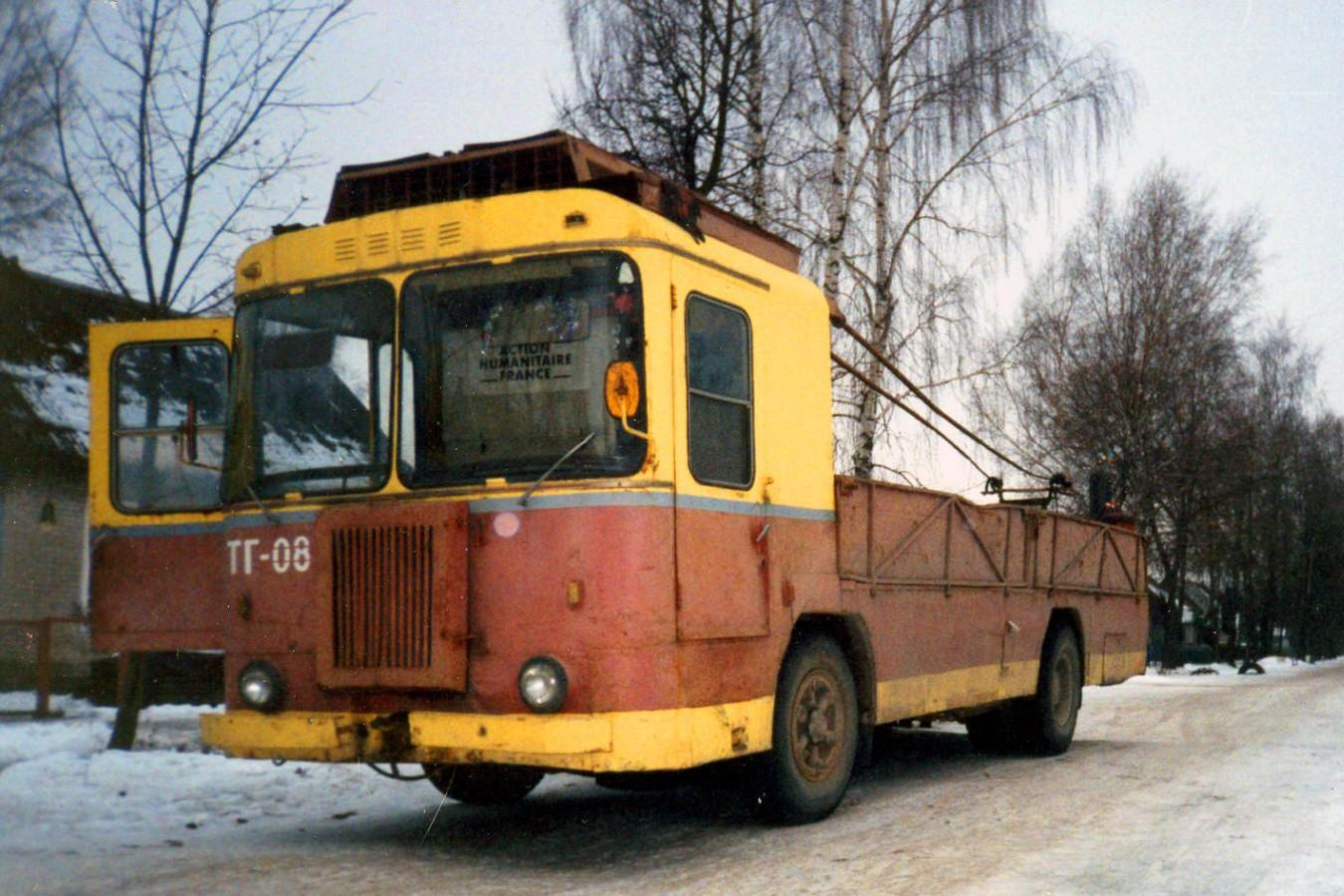
TG-08 في بريانسك، روسيافي 2005
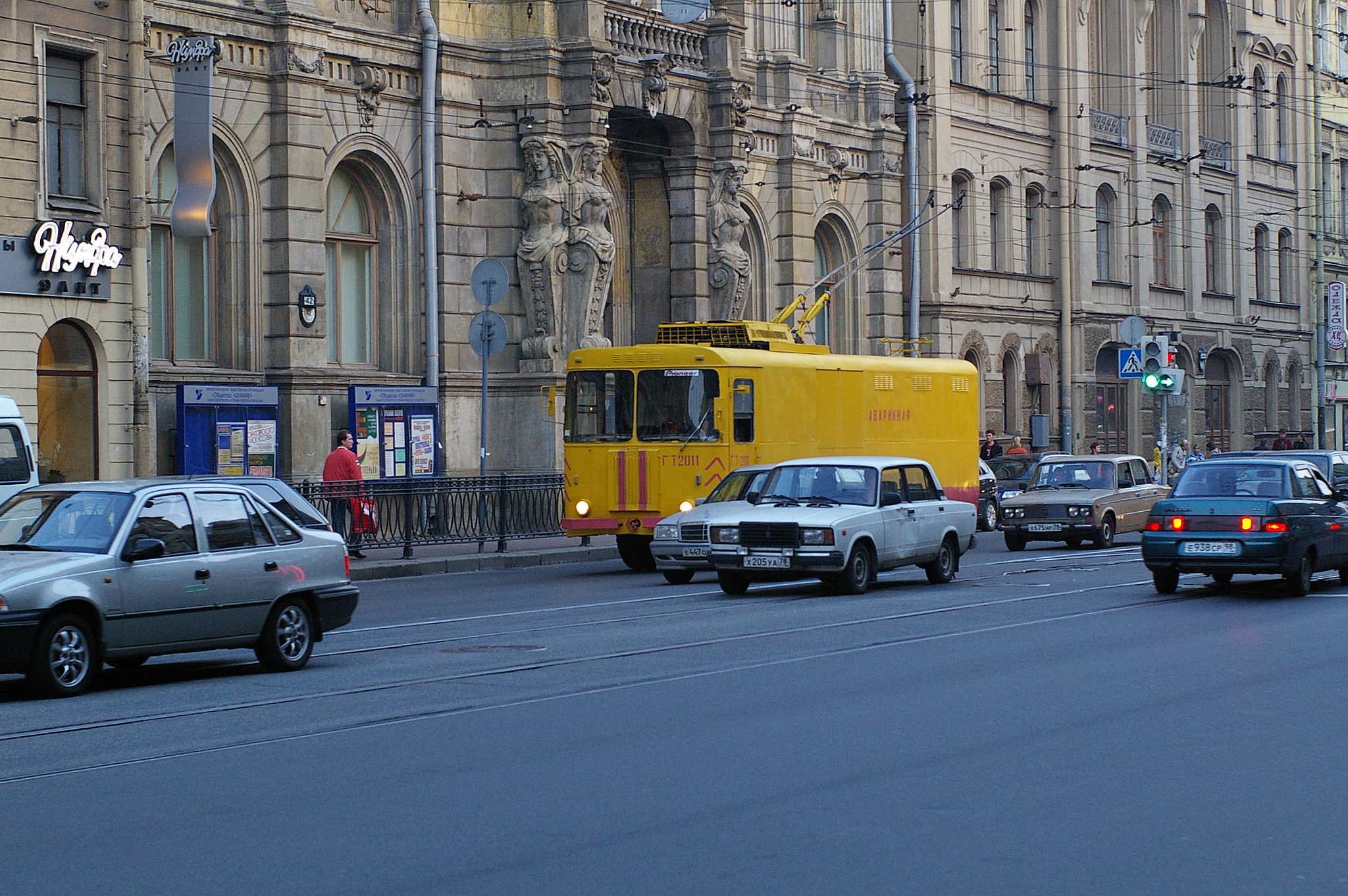
ترولي KTG-1 في St. Petersburg, Russia, عام  2006
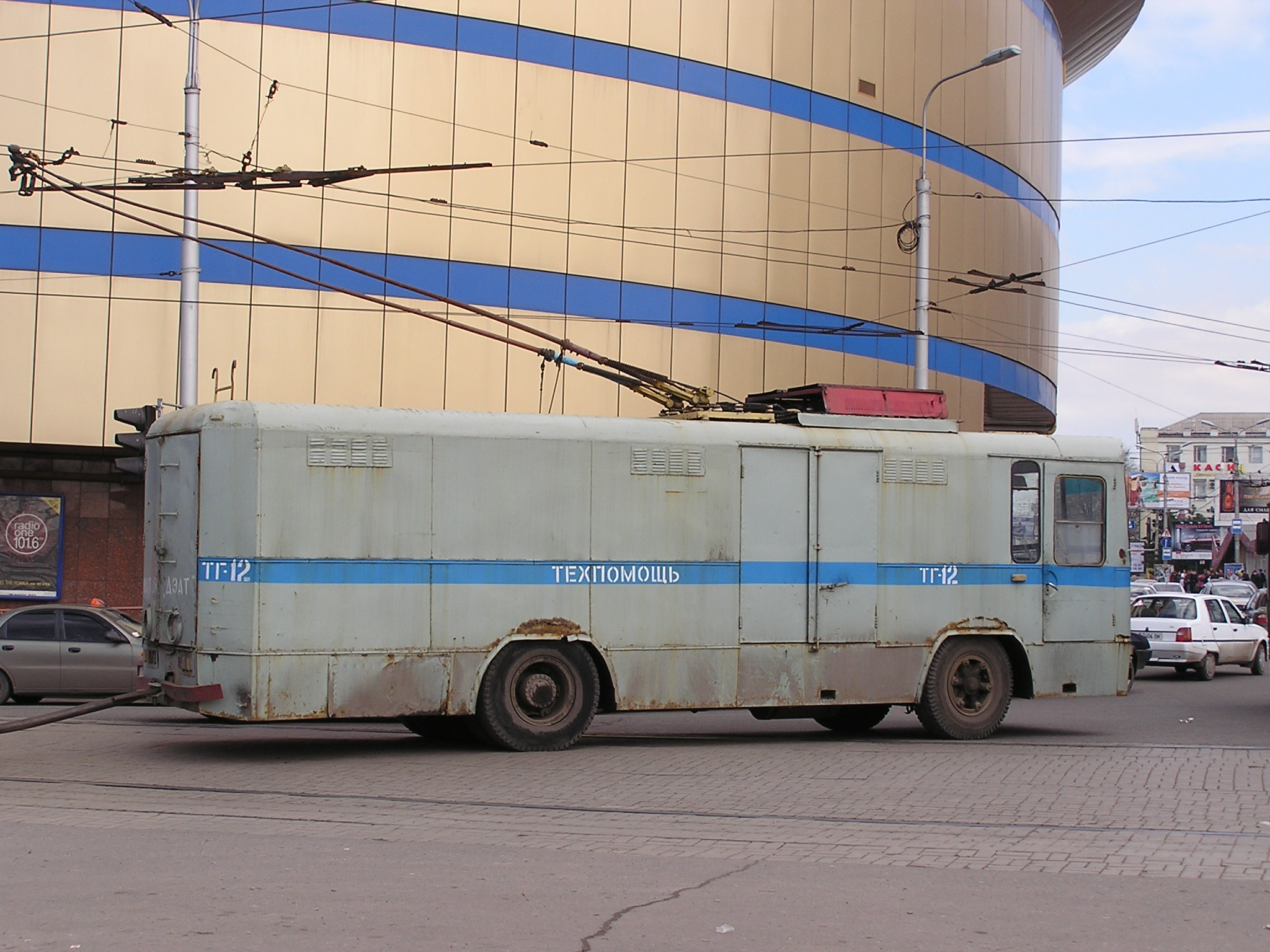
عربة الخدمة من نوع TG-12 في دونيتسك، أوكرانيا, عام  2008
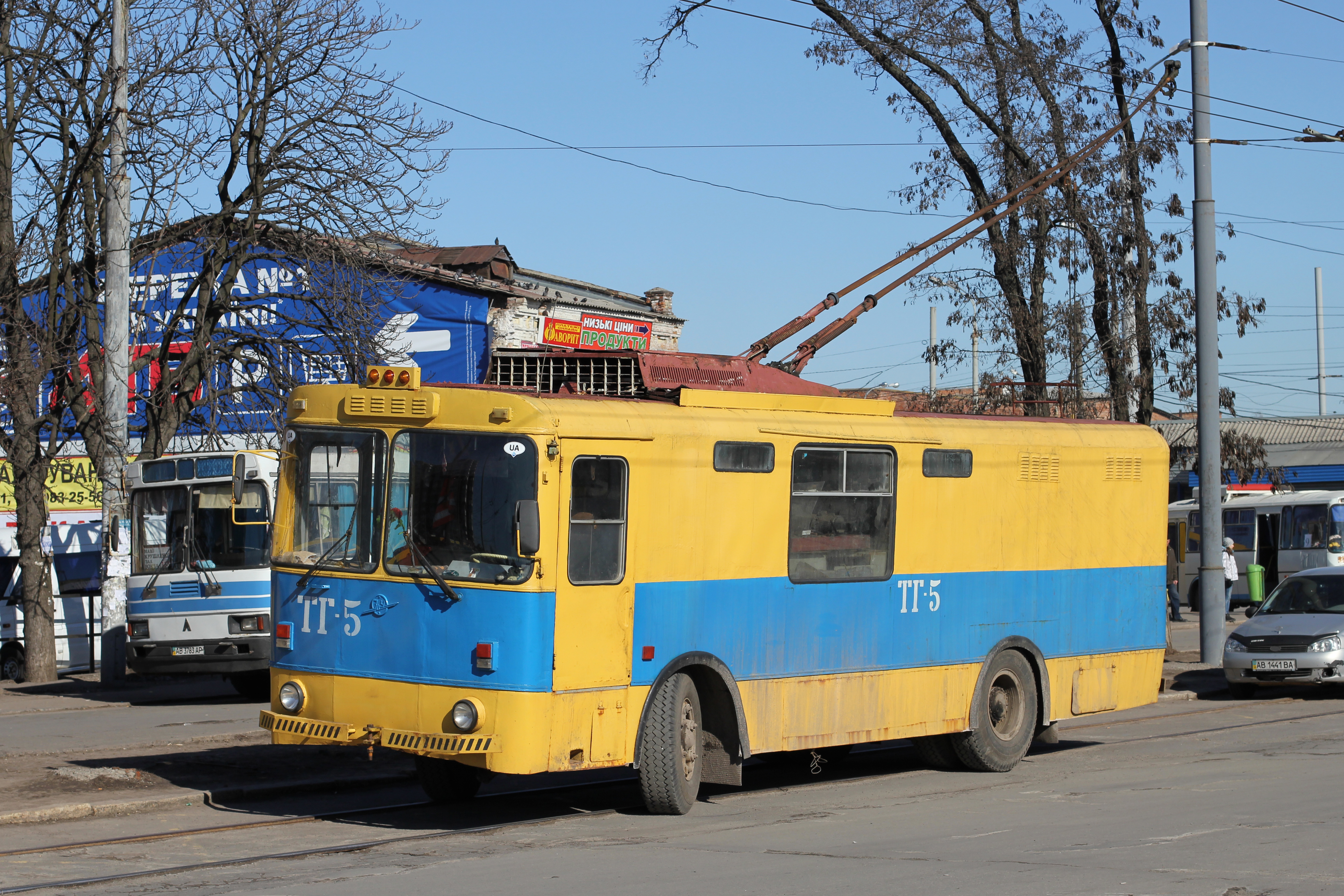
عربة الخدمة من نوع TG-05 في فينيتسا، أوكرانيا, عام 2013

## انظر ايضا
- شاحنة تفريغ
- حافلة كهربائية
- ترولي باص